# Millerichthys robustus
Millerichthys robustus là một loài cá trong họ Aplocheilidae. Chúng là loại [[đặc hữu của México.